# Gemmologie
Die Gemmologie, auch Wissenschaft von den Edelsteinen oder kurz Edelsteinkunde (vereinzelt auch Gemnologie), beschäftigt sich als Teilgebiet der Mineralogie ausschließlich mit als Schmucksteinen (Edelsteinen) genutzten Mineralen und Varietäten sowie deren Synthesen und Imitationen. 
Der Titel Edelsteinfachmann/-frau ist eine Zusatzqualifikation für Gold- und Silberschmiede oder Edelsteinschleifer. Aber auch entsprechende Fachleute aus der Bank- und Pfandkreditbranche besuchen dazu entsprechende Weiterbildungslehrgänge der nationalen gemmologischen Gesellschaften. Unabhängig vom Bildungshintergrund, kann eine Ausbildung und Zertifizierung als Gemmologe durch Kurse bei Instituten wie der GIA (Gemological Institute of America), Gem-A, (Britische Gemmologische Gesellschaft) oder DGemG (Deutsche Gemmologische Gesellschaft) erlangt werden. Diese Grundausbildung bietet eine Einführung in das Fachgebiet, jedoch wird das Verfassen wissenschaftlicher Artikel und das Erstellen von Gutachten meist nicht abgedeckt. Eine weitergehende Ausbildung und praktische Erfahrung im Schmuckhandel oder Schmuck- und Steinbereich der Schleifereien sind für eine umfassende Tätigkeit als Gemmologe unerlässlich. Dabei spielt auch die Teilnahme an Fortbildungsveranstaltungen und Konferenzen eine wichtige Rolle.
Das internationale Zentrum der Gemmologen ist Amsterdam in den Niederlanden. Die wohl renommierteste Einrichtung ist das Gemological Institute of America.

## Gemmologische Untersuchung
Bei einer gemmologischen Untersuchung eines Steines sind drei Fragen zu beantworten:
1. Um welchen Stein handelt es sich? Auf mineralogischer Grundlage werden Schmucksteine in den Bereichen Entstehung, Fundstätten und Eigenschaften erfasst und auf dieser Basis deren Bestimmung vorgenommen.
2. Ist es ein natürlicher oder synthetischer Stein? Einige Steine können künstlich hergestellt werden, z. B. ein Rubin, Saphir oder auch ein Smaragd.
3. Ist der Stein behandelt oder nicht? Künstliche Eigenschaftsveränderungen (Behandlung) werden bei Edelsteinen zum Zweck der Farb- oder Reinheitsverbesserung vorgenommen.

Sämtliche Analysen werden mit zerstörungsfreien Methoden vorgenommen, da in der Gemmologie häufig mit erstklassigen Edelsteinen gearbeitet wird. Anders als in der Geologie kann kein Probestück zur Analyse benutzt werden. Stattdessen müssen die Steine anhand ihrer optischen, physikalischen, chemischen und kristallographischen Eigenschaften identifiziert werden. Sowohl quantitative Daten als auch qualitative Daten können gewonnen werden. So kann z. B. ein Edelstein gemäß den Kristallsystemen klassifiziert werden, oder ein Lichtbrechungsindex abgelesen werden.

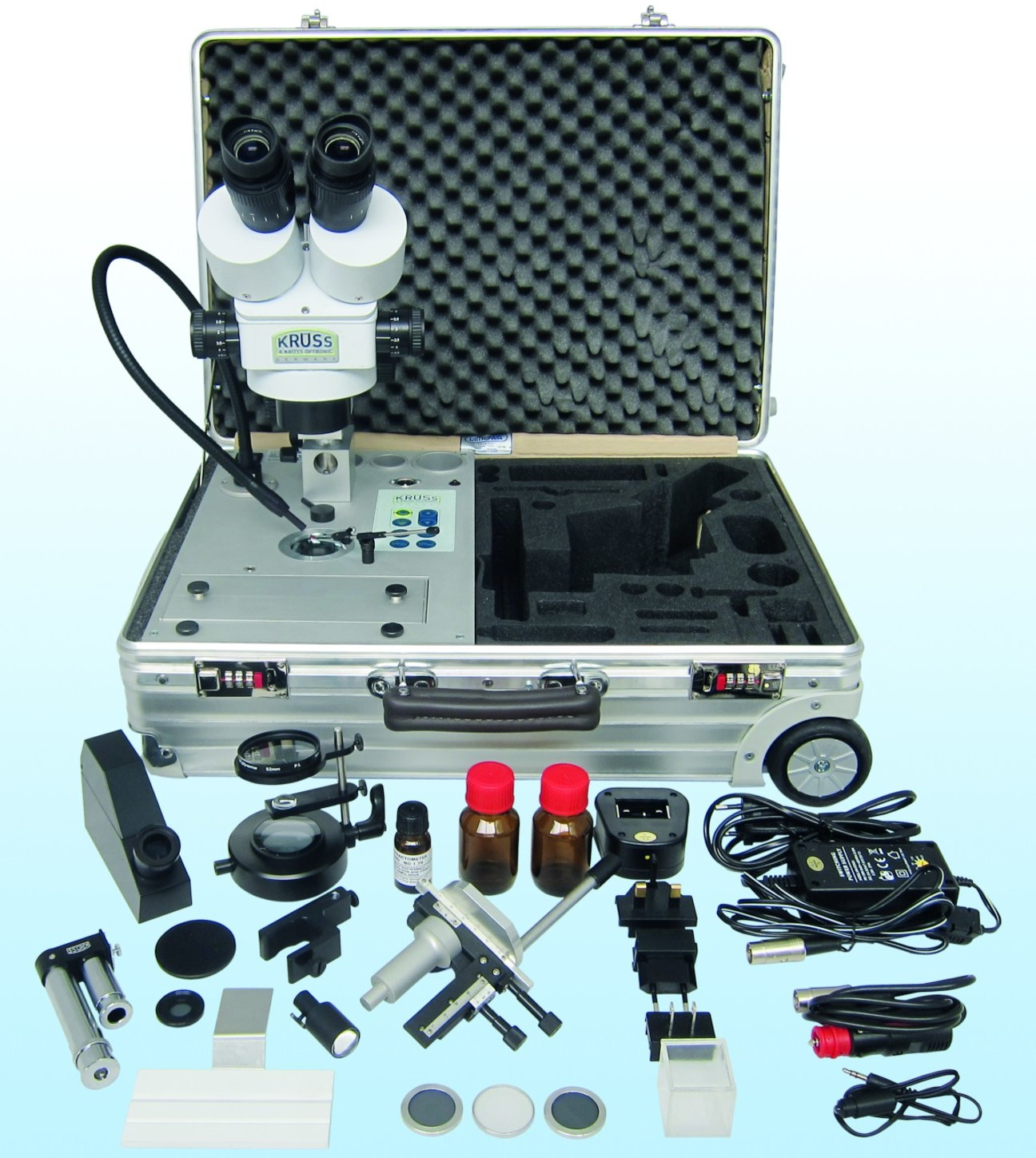
Gemmologisches Reiselabor

In der Praxis kann nur in besonderen Fällen die Expertise eines neutralen Labors eingeholt werden. Analyse und Beurteilung muss zum Beispiel beim Edelsteinhandel möglichst vor Ort erfolgen. Professionelle Gemmologen und Edelsteinkäufer benutzen deshalb mobile Labore, die alle notwendigen Geräte in einem Transportkoffer zusammenfassen. So genannte Reiselabore verfügen sogar über eine eigene Stromversorgung, so dass sie von einer externen Infrastruktur unabhängig sind. Sie sind auch für gemmologische Expeditionen geeignet.

## Optische Analysemethoden der Gemmologie
Edelsteine sind meist transparente Mineralien. Optische Untersuchungsmethoden spielen deshalb bei der zerstörungsfreien Analyse eine bedeutende Rolle. Nach der ersten Betrachtung mit einer Lupe werden Einschlüsse und Oberflächeneigenschaften mikroskopisch untersucht. Gemmologische Mikroskope sind Stereomikroskope mit einer kleinen bis mittleren Vergrößerung (Gesamtvergrößerung <10 bis ca. 100). Sie müssen eine große Tiefenschärfe aufweisen, da dreidimensionale Objekte untersucht werden. Die Betrachtung des Objektes muss im Dunkelfeld, Durchlicht und Auflicht möglich sein. Als Lichtquelle wird eine Kaltlichtquelle verwendet, die auch bei längerer Betrachtung die Temperatur des Steins nicht erhöht. Für bestimmte Untersuchungen, beispielsweise zum Erkennen von Imitationen, werden Edelsteine in eine Immersionsflüssigkeit eingetaucht und im Durchlicht mikroskopisch untersucht. Vor und hinter dem Stein können weitere optische Elemente wie Polarisationsfilter angeordnet sein.

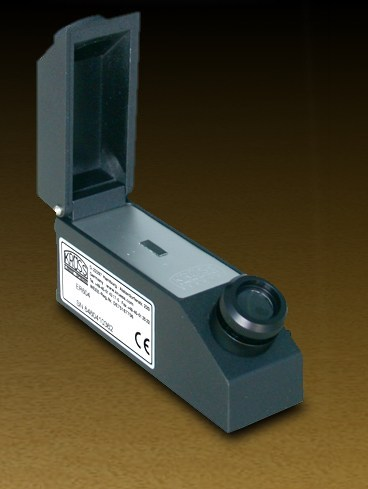
Optisches Edelsteinrefraktometer

Eine einfache optische Untersuchung ist die Bestimmung des Brechungsindex. Jedes Mineral hat einen spezifischen Wert, der vom Material und der Kristallstruktur abhängt. Edelsteine mit hohem Brechungsindex sind in der Regel besonders brillant – so hat zum Beispiel ein Diamant einen Brechungsindex von 2,4, der von Quarz liegt bei ca. 1,55. Der Brechungsindex kann mit einem Refraktometer einfach und exakt gemessen werden. Optische Edelsteinrefraktometer sind kompakte, autonome Instrumente, die leicht mitgeführt werden können. Die Untersuchung erfolgt im Licht der Natrium-D-Linie (589 nm), das mit einem Natriumfilter aus dem Tageslicht gefiltert wird. Wegen der hohen Brechzahlen von Edelsteinen wird der Prüfling mit einem Tropfen einer hochbrechenden so genannten Anderson-Lösung (z. B. Diiodmethan) auf das Prisma des Refraktometers aufgelegt, was den Messbereich erweitert.
Bei optisch anisotropen Edelsteinen wie Saphir oder Rubin wird ein Polarisationsfilter auf das Okular des Refraktometers gelegt, um die unterschiedlichen Brechungsindizes der doppelbrechenden Steine zu messen. Mit einem Edelsteinrefraktometer können die meisten Steine mit glatter oder rund polierter Oberfläche beurteilt werden. Es ist das professionelle Werkzeug der Wahl, um synthetische und andere niedrigpreisige Steine sicher erkennen zu können.
Für die genauere Untersuchung doppelbrechender Steine wird ein Polariskop verwendet. Beim Drehen des Analysators sind Doppelbrechungen und Spannungsanomalien leicht erkennbar. Zum Vermessen der optischen Achse wird zwischen Objekt und Analysator eine Konoskoplinse angeordnet. Die Lage der optischen Achse erlaubt Rückschlüsse auf die Kristallstruktur. Diese lässt auch die Betrachtung durch ein Dichroskop zu, bei der Spannungen im Kristallgefüge sichtbar werden.
Aufschluss über das Material eines Edelsteins gibt neben der Brechungsmessung die Spektroskopie. Anhand der Absorptionslinien im Spektrum des Lichts, das durch den Stein scheint, können dessen Bestandteile bestimmt werden. Zum Einsatz kommen Instrumente, die mit einem Geradsichtprisma nach Amici arbeiten, da sie sehr kompakte Abmessungen haben.
Neben dem optischen Verhalten von Edelsteinen im sichtbaren Licht spielt auch deren Beobachtung im ultravioletten Licht unterschiedlicher Wellenlänge eine Rolle. Dabei können künstliche und verfälschte Steine erkannt werden. So fluoreszieren beispielsweise behandelte und synthetische Diamanten häufig auffällig in rosa oder gelb bis neongrün.